# 礫川雪ノ且
「礫川雪ノ且」（こいしかわゆきのあした）は、葛飾北斎の名所浮世絵揃物『冨嶽三十六景』全46図中の1図。落款は「前北斎為一筆」とある。

## 概要
画題の礫川とは東京都文京区の西側にあたる小石川台と小日向台の間を流れる小石川下流地域を指しており、見晴らしの良い茶店で雪見を楽しむ江戸の町民の姿が描かれている。『冨嶽三十六景』の中で雪景色を収めた唯一の作品となっており、「雪ノ且」は「雪ノ旦」の誤刻であると指摘されている。一面の銀世界に変わった冬の江戸の街中で、夜明けの澄んだ空気の中にそびえる富士山と、欄干から身を乗り出すようにそれを指さす女性客が日常の平和な賑わいとして表現されている。
具体的な場所については諸説あり、伝通院の前にある坂の上からの景色であるとする説や、斎藤月岑が『江戸名所図会』の「牛天神社　牛石　諏訪明神社」で小高い丘の上にある風景を描いている牛天神北野神社からの景色であるとする説などがある。なお、牛天神社からの景色である場合、作品中に流れている川は小石川ではなく江戸川ということになる。
メトロポリタン美術館などが所蔵している初摺りでは空一面に藍色が摺られているが、後摺では天ぼかしとぼかし上げのみに変更されたり、朝焼けまたは夕焼けを表現するために薄紅色が用いられたり、上空の三羽の鳥が省略されたりと、複数のバリエーションが確認されている。